# Armoiries de la Namibie
L'écu des armoiries de la Namibie reproduisent le drapeau national. Quant aux meubles qui l'accompagnent, ils font une large place aux particularités des paysages, de la faune et de la flore namibiennes qui constituent un des principaux attraits du pays.

## Description des armoiries

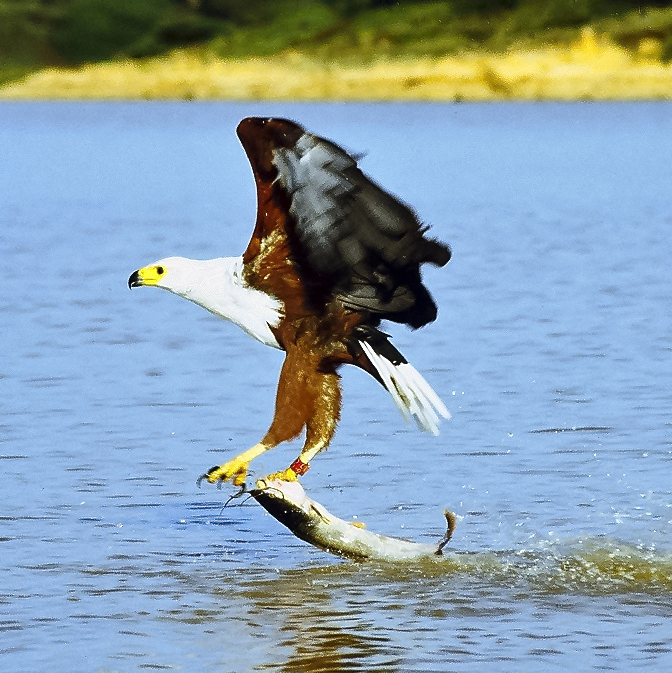
Pygargue vocifer.

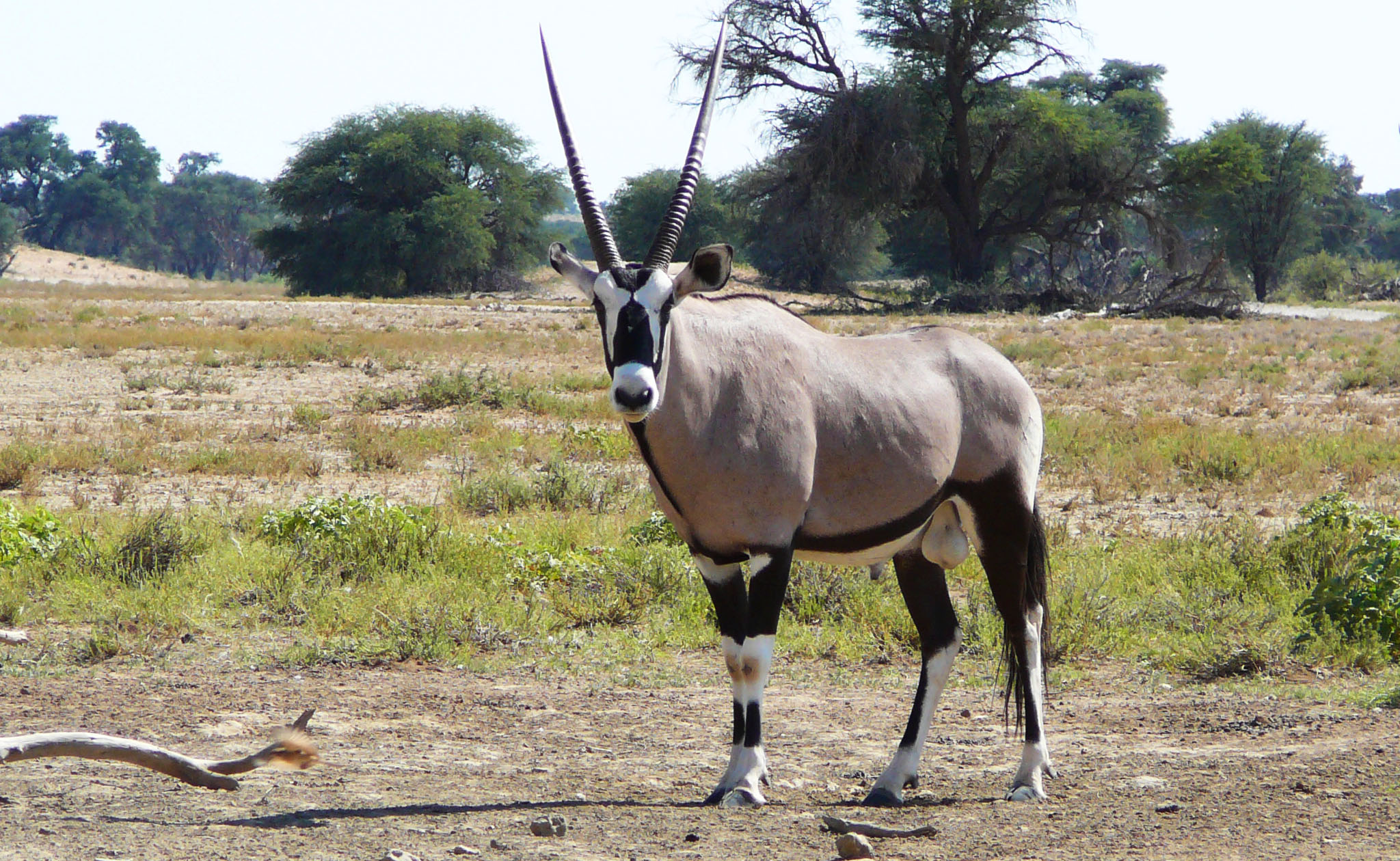
Oryx gazella, P.N. Kgalagadi.

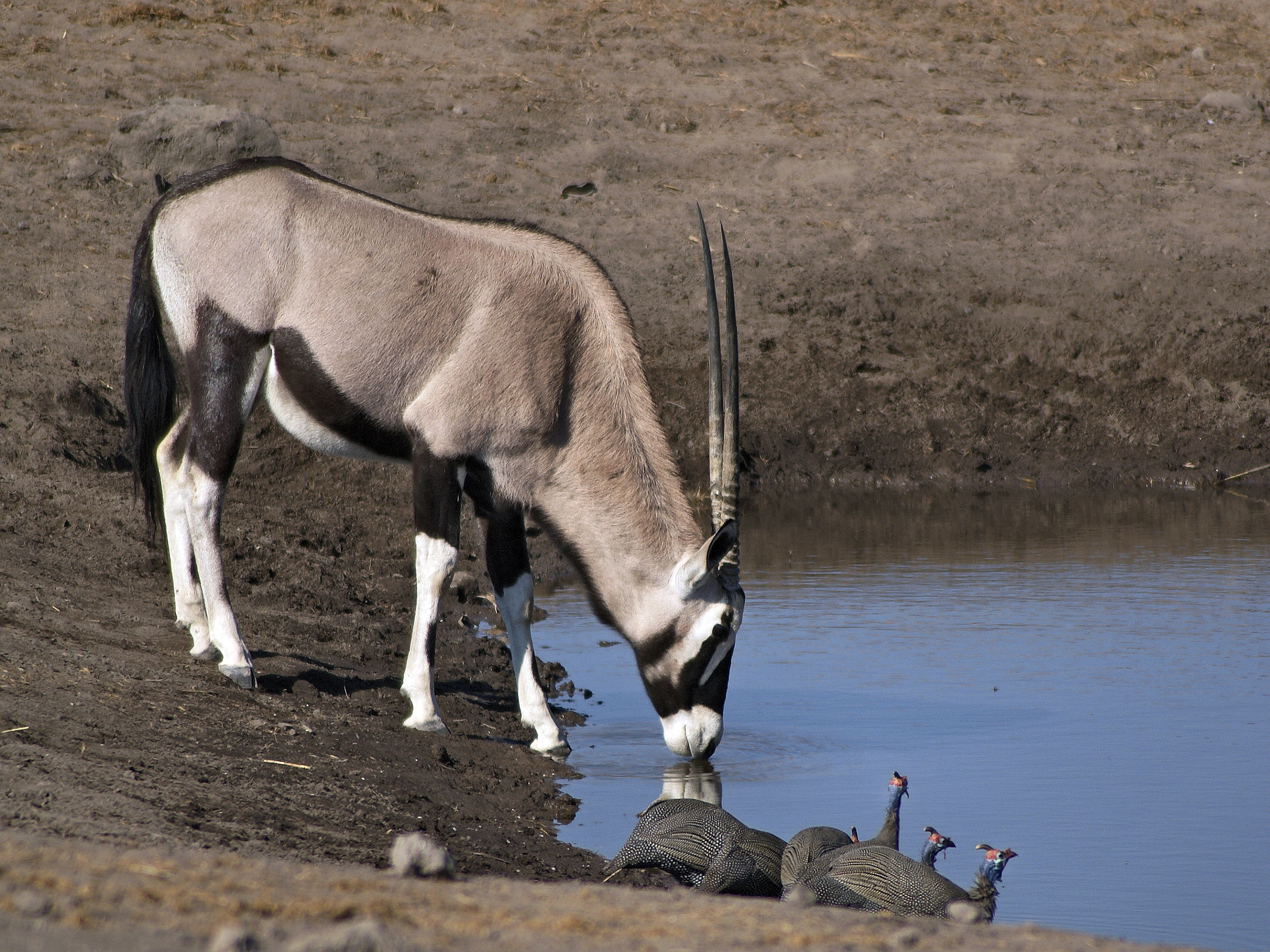
Oryx gazella, P.N. d'Etosha.

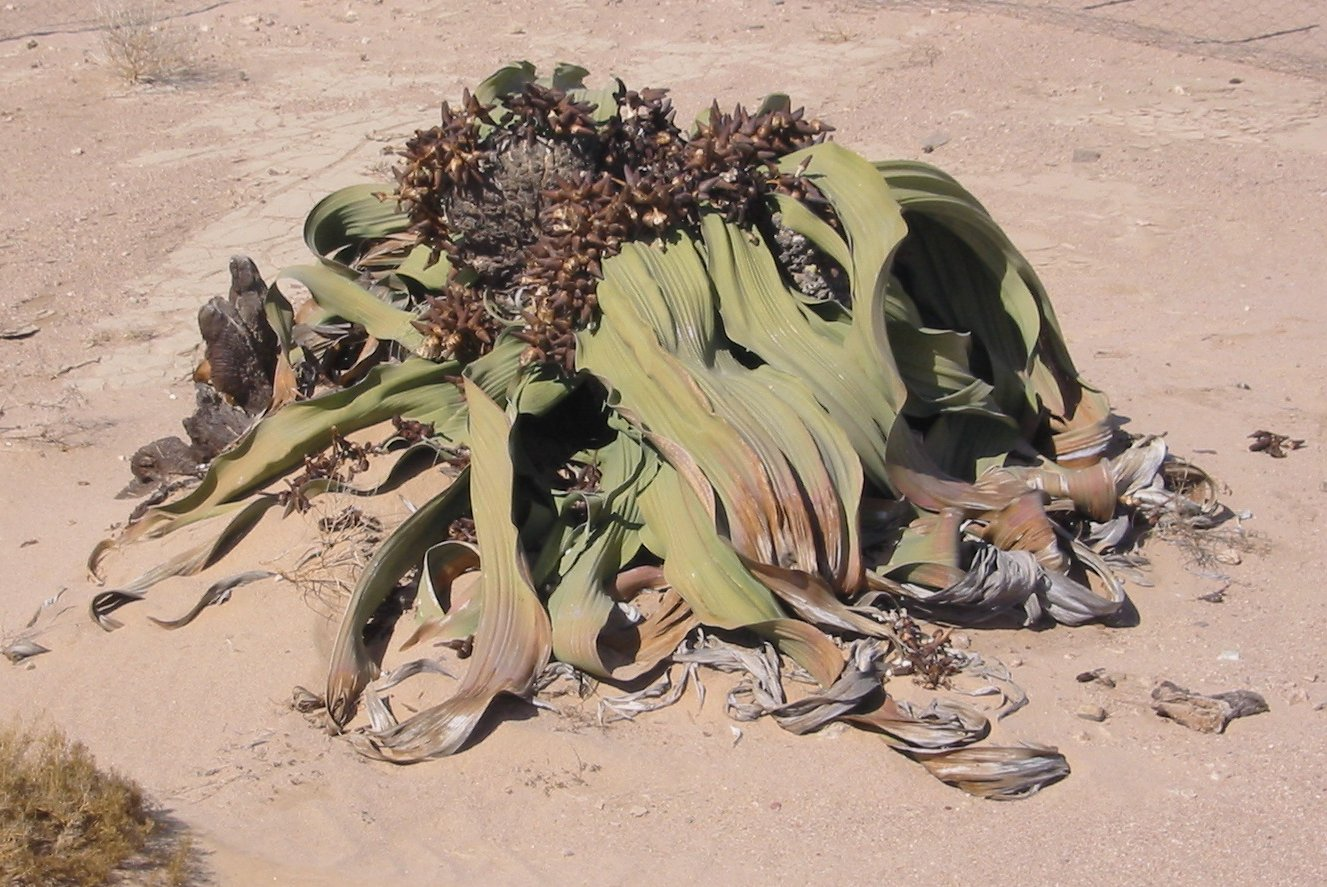
Welwitschia mirabilis.

Elles sont composées d'une barre de gueules bordée d'argent. Dans la partie supérieure, d'azur, figure un soleil d'or à douze pointes. La partie inférieure est de sinople. Dans la partie supérieure du blason, figure un aigle. Deux oryx soutiennent le blason. Dans la base végétale (la Welwitschia mirabilis), sur une ceinture d'argent, on peut lire la devise officielle du pays : « Unity, liberty, justice » (Unité, liberté, justice).

## Blasonnement
Taillé d'azur et de sinople. Le champ d'azur est chargé d'un soleil d'or, bordé d'une filière du champ, et entouré de douze rayons triangulaires aussi d'or. À la barre de gueules bordée d'argent brochant sur la partition.
L'écu est couronné d'un bandeau de sinople orné de six losanges d'or sur lequel se pose un aigle pêcheur d'Afrique : à la tête, au cou et à la poitrine d'argent, à l'arrière train de gueules et aux plumes d'azur.
Il est tenu par des oryx au naturel reposant sur une montagne d'or jonchée de Welwitschia mirabilis de sinople.
À la base de la montagne court un listel d'argent portant en lettres de sable la devise : « Unity, liberty, justice ».

## La faune et la flore présentes sur les armoiries

### L'aigle pêcheur d'Afrique
L'oiseau rapace vulgairement appelé « aigle pêcheur d'Afrique » est un pygargue vocifère (Haliaeetus vocifer). Il vit en Afrique sub-saharienne. Les artistes héraldistes le représentent tantôt au naturel, blanc, roux et gris, tantôt comme ici, avec des couleurs héraldiques : le blanc reste blanc mais le roux devient rouge et le gris bleu.
Le même rapace figure aussi dans les armoiries et sur le drapeau de la Zambie.

### Les deux oryx
Les deux oryx représentent le courage, l'élégance et la valeur.

### Une plante extraordinaire
La welwitschia mirabilis, qui doit son nom au Dr Friedrich Welwitsch, est une plante adaptée au désert et qui peut vivre des milliers d'années.

## Les armoiries coloniales
Le territoire qui s'appelle aujourd'hui Namibie était allemand avant 1915. Il passa ensuite sous occupation britannique puis en 1918 sous mandat sud-africain puis il devint Namibie sous occupation sud-africaine.

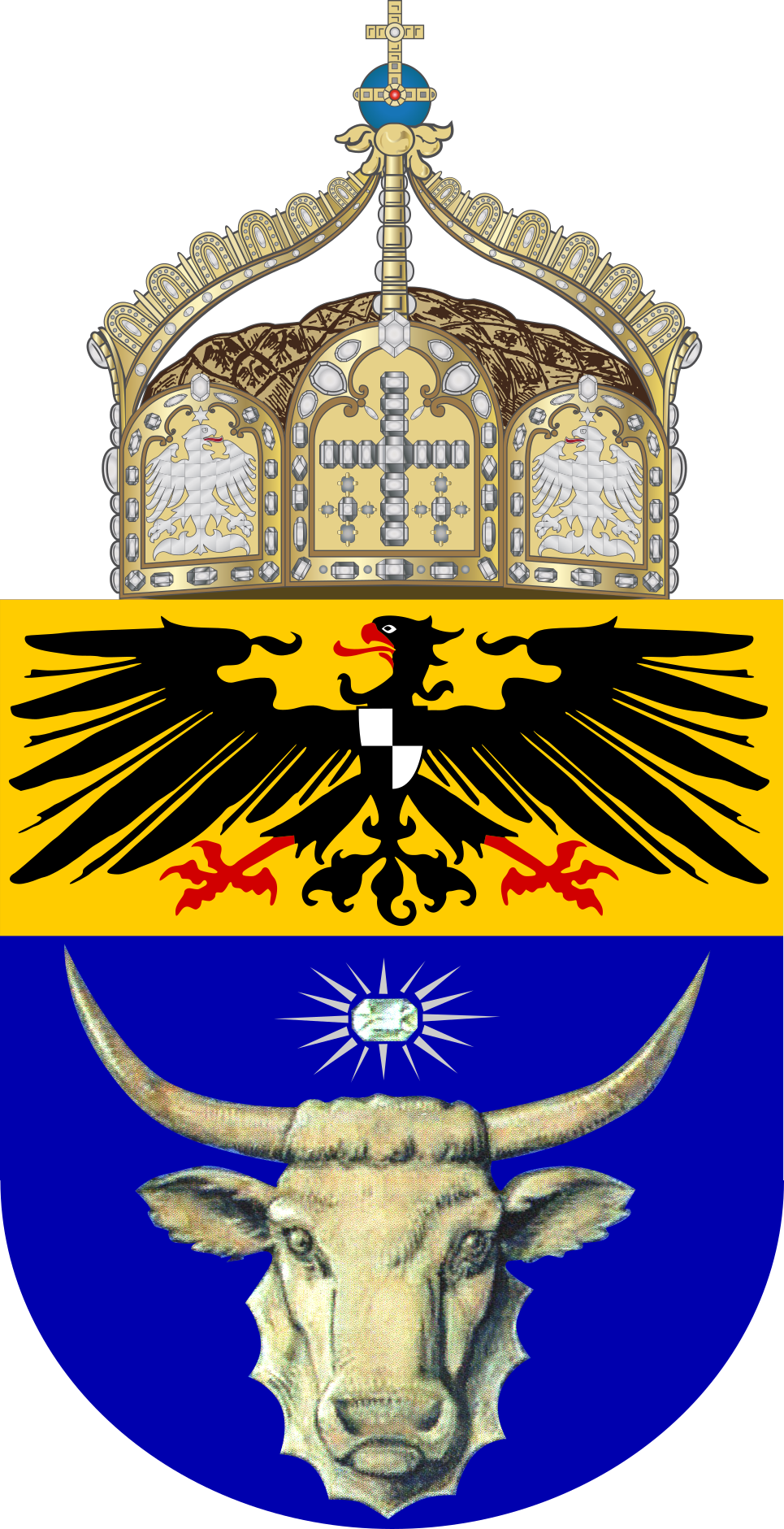
Proposition, faite en 1914, d'armoiries pour le Sud-Ouest africain allemand. Elles n'ont pas dû servir avant 1915. La rencontre de taureau est inspirée des armes du Mecklembourg ou de la Moldavie.
Armoiries du Sud-Ouest africain (1963-1980) sous mandat sud-africain (1918-1966) puis sous occupation sud-africaine (1966-1990).